# Синтаксис древнегреческого языка
Синтаксис древнегреческого языка — языковая наука и дисциплина, изучающая строение древнегреческих предложений и словосочетаний.

## Accusativus

### Accusativus duplex
В зависимости от глаголов со значением считать (νομίζω, κρίνω, ἡγέομαι), называть (καλέω, ὀνομάζω), делать (ποιέω, παρέχω, καθίστημι), назначать, избирать (αἱρέομαι, ἀποδείκνυμι, χειροτονέω), находить кого-либо в каком виде (εὑρίσκω) употребляться конструкция accusativus duplex, два винительных падежа, один винительный прямого дополнения, другой винительный именной части составного сказуемого.
Ὁ πλοῦτος ἡμᾶς ἐνίοτε τυφλοὺς ποιεῖ — богатство иногда делает нас слепыми.

### Accusativus relationis
Винительный отношения ставится при переходных и пассивных глаголах, а также прилагательных, и указывает, что выражаемое глаголом или прилагательным свойство или состояние принадлежит логическому подлежащему не вообще, а только в некотором отношении.
Βέλτιόν ἐστι σῶμά γ' ἢ ψυχὴν νοσεῖν — лучше болеть телом, чем душой.
Следующие винительные отношения употребляются более часто: γένος родом, ὄνομα именем, μῆκος длиной, εὖρος шириной, βάθος глубиной, ὕψος высотой, μέγεθος величиной, πλῆθος многочисленностью (числом) ἄριθμος числом, τὴν φύσιν по природе, πρόφασιν, под предлогом, τὰ ἄλλα в остальном.
Καλὸς τὸ εἶδος — красивый видом.

## Genetivus

### Genetivus possesivus
Родительный принадлежности означает лицо или предмет, которому принадлежит что-либо в самом широком смысле. Соединяется с существительным или непосредственно, или посредством глагола εἶμι, γίγνομαι.